# Neolengua
La neolengua, nuevalengua o nuevahabla (Newspeak en inglés) es una lengua artística que aparece en la novela 1984, de George Orwell.
Al final de esta novela aparece un apéndice titulado Los principios de la neolengua donde se explican los principios básicos de la misma. La neolengua no es más que una versión extremadamente simplificada del inglés (aunque en las traducciones de la obra se suele simplificar el idioma al que se traduce para evitar confusión), y es uno de los pilares básicos del régimen totalitario del Partido. El objetivo de crear tal lengua era sustituir a la vieja lengua (Oldspeak), es decir, lo que para el lector sería el inglés actual, para así dominar el pensamiento de los miembros del Partido y hacer inviables otras formas de pensamiento contrarias a los principios del Ingsoc (lo que en el libro se conoce como "crimen del pensamiento", "crimental" o "ideadelito / ideacrimen", dependiendo del traductor del libro). Por ejemplo, para evitar que la población desee o piense en la libertad, se eliminan los significados no deseados de la palabra, de forma que el propio concepto de libertad política o intelectual deje de existir en las mentes de los hablantes.

## Estructura
El vocabulario se reduce al mínimo, hasta tal punto que palabras como malo se convierten en nobueno (en el original inglés, ungood), y terrible se convierte en doblementenobueno (doubleplusungood en el original). De hecho, un buen hablante de neolengua es aquel que necesita menos variedad de palabras para expresar una idea.
El vocabulario se divide en tres partes:
- Vocabulario A: palabras de uso común (comer, beber, árbol). En casi todos los casos las palabras de este grupo coinciden con la viejalengua. Con estas palabras se podrían expresar todos los pensamientos sencillos que no tuvieran contenido filosófico ni político.
- Vocabulario B: palabras construidas con fines políticos, con el objetivo de dirigir y controlar el pensamiento del hablante. Como ejemplos tenemos buensexo (goodsex) que significa castidad, o bienpensadamente (goodthinkwise), que significa de manera ortodoxa. Otras palabras son más difíciles de traducir al lenguaje común, como por ejemplo doblepensar (véase el significado en el apartado algunas palabras peculiares).
- Vocabulario C: compuesto exclusivamente de palabras científicas y técnicas, pero redefinidas de manera que estuvieran desprovistas de significados "potencialmente peligrosos".

La gramática se fundamenta en dos características:
- Cualquier palabra puede cumplir cualquier función en la frase, es decir, una misma palabra se puede utilizar como verbo, adjetivo, sustantivo, etc. Es difícil hacer algo así en castellano, por la propia estructura de la lengua, pero no tanto en inglés.
- Regularidad absoluta, de modo que todos los verbos en pasado acabarían en -ed (terminación inglesa), todos los plurales acabarían en -s, etc.

## Uso
Winston Smith, el protagonista, trabaja en el Ministerio de la Verdad y en sus informes de trabajo diarios (que consisten en manipular la información para adaptar el pasado a los intereses del Partido) aparece siempre la neolengua. Un ejemplo que aparece en la obra es el siguiente (en la traducción española), aunque se advierte al lector de que se trata más bien de un argot abreviado que se utilizaba en el Ministerio de la Verdad para comunicación interna:

Times 3.12.83 referente ordendía gh doblemásnobueno refs nopersonas reescribir completo someter antesarchivar
La información sobre la orden del día del Gran Hermano en The Times del 3 de diciembre de 1983 es absolutamente insatisfactoria y se refiere a las personas inexistentes. Volverlo a escribir por completo y someter el borrador a la autoridad superior antes de archivar

Aunque la neolengua está presente en toda la novela, ningún personaje dice una frase completa en neolengua, tan solo algunas palabras sueltas. De hecho, producto de la lógica desquiciada de poder del Partido, el que un ciudadano pudiera tener demasiada pericia en el uso de esta lengua —como de cualquier otra de las herramientas de poder del Partido—, podía implicar también que acabara siendo acusado de cometer un crimen de pensamiento. Como se acaba de señalar, incluso los informes del Ministerio de la Verdad no están realmente en neolengua, sino en un argot con palabras neolingüísticas. 
A lo largo de la novela, aparece más como un proyecto en desarrollo que como una realidad social, con una función parecida a la del latín durante la Edad Media (en el sentido de lengua culta). La idea general es que la neolengua sustituya a la viejalengua hacia el año 2050. Según Syme —uno de los personajes—, para entonces toda la literatura habría sido traducida a neolengua, y los originales en viejalengua, ideológicamente "peligrosos", serían destruidos. Los personajes no hablan en neolengua entre ellos, aunque a menudo utilizan términos sueltos y hablan sobre el idioma. Se comenta que los principales artículos del The Times están escritos en neolengua, lo cual sugiere que no todos los artículos la utilizan. En una ocasión se dice que los líderes más respetados suelen dar discursos utilizando muchas palabras en este idioma. No obstante, sí aparece como lengua de trabajo.

## Algunas palabras peculiares
Aquí se indican los términos utilizados en la traducción española; entre paréntesis aparecen los términos utilizados por el original en inglés.
- Caracrimen o Caradelito (facecrime), rostro con una expresión impropia (como por ejemplo mostrarse incrédulo ante el anuncio de una victoria), lo cual está perseguido por la ley.
- Doblepensar (doublethink), habilidad de mantener en la cabeza dos pensamientos contradictorios, uno realista y opuesto a la doctrina del Partido, y otro moldeado y de acuerdo con este, de manera que la forma de actuar, el comportamiento y el propio pensamiento sea congruente con lo que dictamine el Partido, independientemente de las demás ideas que haya en la mente.
- Negroblanco (blackwhite), aplicada a un enemigo, se refiere a la costumbre de afirmar descaradamente que lo negro es blanco (contradiciendo la evidencia, que es aquello que el Partido ha prescrito), mientras que si se refiere a un miembro del Partido significa afirmar de buena gana que lo negro es blanco, cuando el Partido así lo indique.
- Paracrimen (crimestop), facultad de interrumpir casi instintivamente todo pensamiento peligroso que pueda surgir en la mente.
- Vidapropia (ownlife), individualismo y excentricidad.
- Patolengua o Patohabla (duckspeak). En el apéndice a 1984, Orwell explica:

Al final de cuentas, se esperaba que todos emitieran palabras desde la laringe sin que participaran en absoluto los centros del cerebro. Este propósito se admitía con toda fuerza en la palabra patolengua de la Neolengua, la cual significaba “graznar como un pato”. Igual que otras palabras del vocabulario B, patolengua tenía un significado ambivalente. Siempre y cuando las opiniones que se patolenguaran fueran leales, era una alabanza, así que cuando el Times se refería a un orador del Partido como un patolenguado doblemásbueno le dedicaba un cálido y apreciado elogio.

- Nopersona (unperson), una persona "vaporizada" (ejecutada) cuya existencia se borra de la historia y la memoria.[1]

## La neolengua y el mundo real
La idea de neolengua como forma de hablar para controlar y definir el pensamiento de la población con intereses políticos ha sido y sigue siendo un tema de actualidad y de interés moral. De hecho, Orwell tomó como modelo para su neolengua el lenguaje utilizado por la propaganda totalitaria nazi y soviética del momento y tan solo tuvo que imaginar cuál podría ser la tendencia de este uso político del idioma. Un documento ilustrativo al respecto sería el libro de Victor Klemperer LTI: la Lengua del Tercer Reich.
Muchas personas ven en el lenguaje políticamente correcto un ejemplo claro de neolengua en el mundo real. Por ejemplo, en Brasil hubo bastante polémica cuando el presidente Lula Da Silva propuso , durante su primer mandato, una lista de «palabras prohibidas» en política.